# Fenerbahçe Spor Kulübü 2021-2022 (pallacanestro maschile)
Questa voce raccoglie le informazioni riguardanti il Fenerbahçe Spor Kulübü nelle competizioni ufficiali della stagione 2021-2022.

## Stagione
La stagione 2021-2022 del Fenerbahçe è la 56ª nel massimo campionato turco di pallacanestro, la Basketbol Süper Ligi.

## Roster
Aggiornato al 20 luglio 2021.
| Fenerbahçe Beko 2021-22 | Fenerbahçe Beko 2021-22 |
| Giocatori               | Staff tecnico           |
| ----------------------- | ----------------------- |

| N. | Naz.                                                 | Ruolo | Nome                 | Anno | Alt.   | Peso   |  |
| -- | ---------------------------------------------------- | ----- | -------------------- | ---- | ------ | ------ |  |
| 1  | Turchia (bandiera)                                   | AG    | Metecan Birsen       | 1995 | 207 cm | 101 kg |  |
| 2  | Turchia (bandiera)                                   | G     | Şehmus Hazer         | 1999 | 191 cm | 86 kg  |  |
| 3  | Canada (bandiera)                                    | G     | Marial Shayok        | 1995 | 196 cm | 90 kg  |  |
| 5  | Germania (bandiera) · Turchia (bandiera)             | P     | İsmet Akpınar        | 1995 | 192 cm | 77 kg  |  |
| 8  | Turchia (bandiera)                                   | G     | Ekrem Sancaklı       | 2001 | 201 cm | 87 kg  |  |
| 10 | Turchia (bandiera)                                   | G     | Melih Mahmutoğlu (C) | 1990 | 191 cm | 85 kg  |  |
| 11 | Stati Uniti (bandiera)                               | P     | Markel Starks        | 1991 | 188 cm | 79 kg  |  |
| 13 | Bosnia ed Erzegovina (bandiera) · Turchia (bandiera) | AP    | Tarik Biberović      | 2001 | 201 cm | 100 kg |  |
| 19 | Francia (bandiera)                                   | PG    | Nando de Colo        | 1987 | 196 cm | 91 kg  |  |
| 20 | Stati Uniti (bandiera) · Senegal (bandiera)          | P     | Pierriá Henry        | 1993 | 193 cm | 89 kg  |  |
| 21 | Canada (bandiera)                                    | AP    | Dyshawn Pierre       | 1993 | 198 cm | 104 kg |  |
| 22 | Germania (bandiera)                                  | AC    | Danilo Barthel       | 1991 | 208 cm | 109 kg |  |
| 23 | Serbia (bandiera)                                    | G     | Marko Gudurić        | 1995 | 198 cm | 91 kg  |  |
| 24 | Rep. Ceca (bandiera)                                 | AC    | Jan Veselý           | 1990 | 213 cm | 109 kg |  |
| 25 | Stati Uniti (bandiera)                               | AC    | Jehyve Floyd         | 1997 | 203 cm | 103 kg |  |
| 31 | Stati Uniti (bandiera)                               | C     | Devin Booker         | 1991 | 206 cm | 113 kg |  |
| 33 | Italia (bandiera)                                    | AG    | Achille Polonara     | 1991 | 203 cm | 100 kg |  |
| 44 | Giordania (bandiera) · Turchia (bandiera)            | C     | Ahmet Düverioğlu     | 1993 | 209 cm | 121 kg |  |

| Allenatore |
| - Aleksandar Đorđević |
| Assistente/i |
| - Serhan Aydanarığ - Goran Bjedov - Berkay Oğuz - Radovan Trifunovič Legenda - (C) Capitano - (IN) Inattivo - Infortunato Roster |

## Mercato

### Sessione estiva
| Acquisti | Acquisti         | Acquisti          | Acquisti      | Acquisti |
| R.a      | Nome             | da                | Modalità      |          |
| -------- | ---------------- | ----------------- | ------------- | -------- |
| G        | Marial Shayok    | Bursaspor         | svincolato    |          |
| AG       | Achille Polonara | Saski Baskonia    | svincolato    |          |
| C        | Devin Booker     | Chimki            | svincolato    |          |
| PG       | Pierriá Henry    | Saski Baskonia    | svincolato    |          |
| AG       | Metecan Birsen   | Karşıyaka         | svincolato    |          |
| P        | İsmet Akpınar    | Bahçeşehir Koleji | svincolato    |          |
| G        | Ekrem Sancaklı   | Afyon Belediye    | fine prestito |          |
| AP       | Ergi Tırpancı    | Ormanspor         | fine prestito |          |
| C        | Johnny Hamilton  | Mornar Bar        | fine prestito |          |
| AG       | İsmail Karabilen | Afyon Belediye    | fine prestito |          |
| G        | Şehmus Hazer     | Beşiktaş          | svincolato    |          |

| Cessioni | Cessioni         | Cessioni          | Cessioni       | Cessioni |
| R.       | Nome             | a                 | Modalità       |          |
| -------- | ---------------- | ----------------- | -------------- | -------- |
| PG       | Lorenzo Brown    | UNICS Kazan'      | fine contratto |          |
| AG       | Berkay Candan    | Bahçeşehir Koleji | fine contratto |          |
| C        | Kyle O'Quinn     | Paris             | fine contratto |          |
| P        | Kenan Sipahi     | Saragozza         | fine contratto |          |
| AP       | Jarell Eddie     | Strasburgo        | fine contratto |          |
| P        | Alex Pérez       | Türk Telekom      | fine contratto |          |
| AP       | Edgaras Ulanovas | Žalgiris Kaunas   | rescissione    |          |
| C        | Johnny Hamilton  | Atlanta Hawks     | fine contratto |          |
| C        | Yiğit Onan       | Dynamic Belgrado  | prestito       |          |
| AP       | Ergi Tırpancı    | Afyon Belediye    | fine contratto |          |
| P        | Ali Muhammed     |                   | ritirato       |          |
| AG       | İsmail Karabilen | Fenerbahçe Koleji | prestito       |          |

### Dopo l'inizio della stagione
| Acquisti | Acquisti      | Acquisti      | Acquisti         | Acquisti   |
| R.       | Nome          | da            | Data             | Modalità   |
| -------- | ------------- | ------------- | ---------------- | ---------- |
| AC       | Jehyve Floyd  | Panathīnaïkos | 21 dicembre 2021 | definitivo |
| P        | Markel Starks | Igokea        | 22 gennaio 2022  | definitivo |

| Cessioni | Cessioni      | Cessioni   | Cessioni       | Cessioni    |
| R.       | Nome          | a          | Data           | Modalità    |
| -------- | ------------- | ---------- | -------------- | ----------- |
| G        | Marial Shayok | Free agent | 18 aprile 2022 | rescissione |